# ジャン＝ミシェル・ピルク
ジャン＝ミシェル・ピルク（フランス語: Jean-Michel Pilc、1960年10月19日 - ）は、フランス出身でアメリカの市民権を持つジャズ・ピアニスト。

## 来歴
ジャン＝ミシェル・ピルクは、1960年10月19日にフランスのパリに生まれた。ジャズ・ピアノを始めたのは9歳の頃で、ほぼ独学であった。19歳でエコール・ポリテクニークに進学し、1987年まで5年間フランス国立宇宙研究センターに勤めながら音楽活動を行っていた。
パリではフランソワ・ムタンとトニー・ラベソンと共にトリオを組んでデビューを果たし、またマーシャル・ソラール、ダニエル・ユメール、ロイ・ヘインズらのサイドマンとしても活躍した。1993年にはアルバム『Big One』を発表している。
1995年にニューヨークに拠点を移す。フランソワ・ムタンとアリ・ホーニグとのトリオによるライブ・アルバム『Together: Live at Sweet Basil』を発表した2000年には、ジャンゴ・ラインハルト賞を受賞。2004年の『フォロー・ミー』以降は、トリオに加えピアノ・ソロでの作品も発表しており、サイドマンとしても引き続き活躍している。
2006年から2015年までニューヨーク大学シュタインハルト文化・教育・人間発達学部の教員を、2015年からはマギル大学音楽学部の准教授を務めるなど、音楽教育にも携わっている。

## ディスコグラフィ

### リーダー・アルバム
- Funambule (1989年、Blue Line)
- Big One (1993年)
- Together: Live at Sweet Basil (2000年、A/Challenge)
- Together: Live at Sweet Basil, Vol. 2 (2001年、Challenge)
- The Long Journey (2001年、Challenge) ※with ハイン・ヴァン・デ・ガイン
- 『ウェルカム・ホーム』 - Welcome Home (2002年、Dreyfus)
- 『カーディナル・ポインツ』 - Cardinal Points (2003年、Dreyfus)
- 『フォロー・ミー』 - Follow Me (2004年、Dreyfus)
- 『ライヴ・アット・イリジウム』 - Live at Iridium, New York (2005年、Dreyfus)
- New Dreams (2007年、Dreyfus)
- True Story (2010年、Dreyfus)
- Essential (2011年、Motéma)
- Threedom (2011年、Motéma)
- 『コンポージング』 - Composing (2015年、Storyville) ※with マッズ・ヴァインディング、マリリン・マズール[7]
- What Is This Thing Called? (2015年、Sunnyside)
- Magic Circle (2017年、Self-Produced) ※with サム・ニューサム
- 『パラレル』 - Parallel (2018年、Challenge)
- Children's Scenes (2021年、Justin Time)
- Visions (2021年、Justin Time)
- Gratitude Suite (2022年、Justin Time)
- Alive: Live at Dièse Onze, Montréal (2022年、Justin Time)

## 参考資料
- “About” (英語). Jean-Michel Pilc. 2021年9月14日閲覧。
- “ジャン・ミシェル・ピルク”. CDJournal.  シーディージャーナル. 2021年9月14日閲覧。
- “Jean-Michel Pilc” (英語). AllMusic.   Netaktion. 2021年9月16日閲覧。
- “Jean-Michel Pilc, l'X qui se fit électrique” (フランス語). Le Monde (2002年2月8日). 2021年9月14日閲覧。
- Queillé, Dominique (2002年2月11日). “Pilc réplique” (フランス語). Libération. 2021年9月14日閲覧。
- Marmande, Francis (2016年12月19日). “Martial Solal et Jean-Michel Pilc en club, l’enchantement” (フランス語). Le Monde. 2021年9月14日閲覧。